# Hemitaurichthys

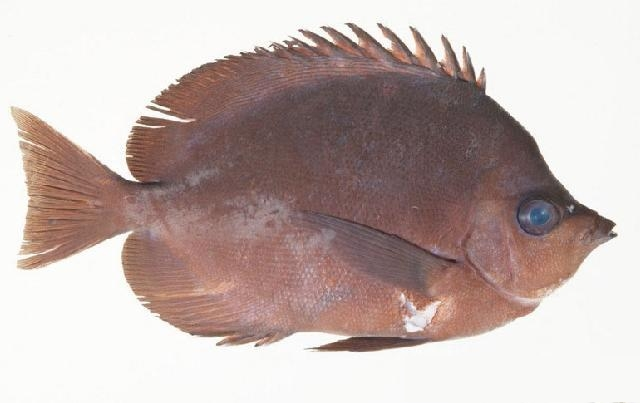
Hemitaurichthys thompsoni

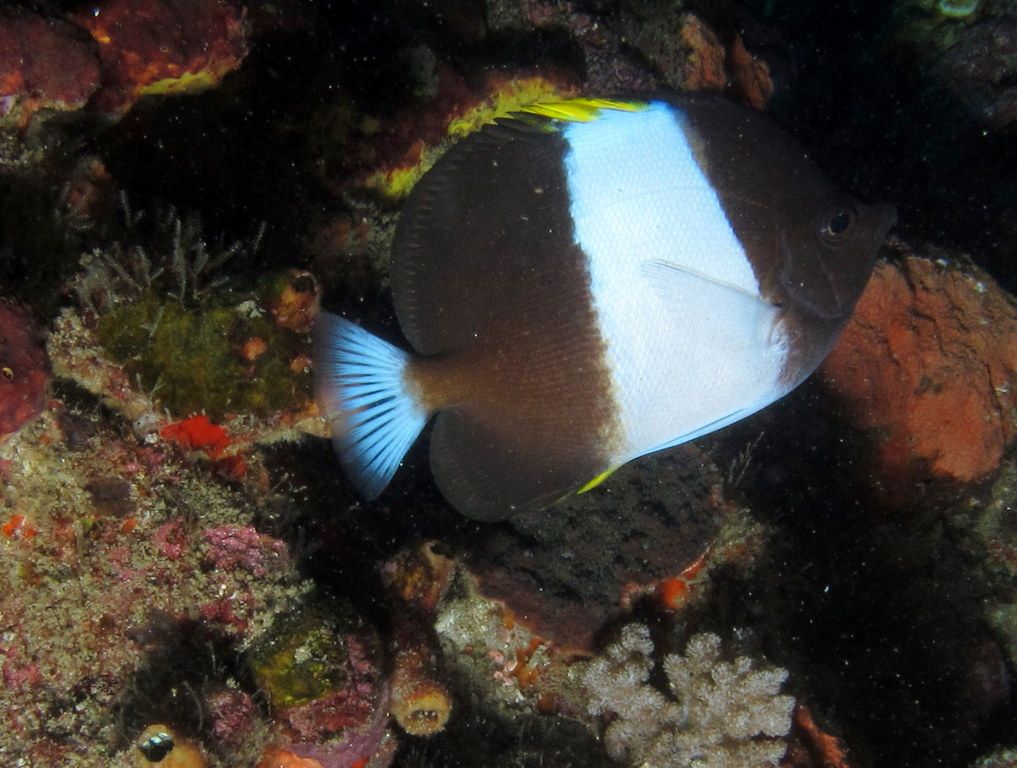
Hemitaurichthys zoster

Hemitaurichthys ist eine vier Arten umfassende Gattung der Falterfische (Chaetodontidae). Drei der Arten haben ein weites Verbreitungsgebiet, H. polylepis kommt von Christmas Island im nordöstlichen Indischen Ozean bis zu weiten Bereichen des tropischen Pazifiks vor. Im übrigen Indischen Ozean wird er durch H. zoster ersetzt. H. thompsoni lebt vor allem im nördlichen tropischen Pazifik, wurde aber auch beim Tuamotu-Archipel nachgewiesen. H. multispinosus kommt nur bei Pitcairn endemisch vor.

## Merkmale
Hemitaurichthys-Arten werden 18 bis 20 Zentimeter lang, sind hochrückig und weniger bunt als andere Falterfischgattungen und hauptsächlich grau, schwärzlich und weiß gefärbt. Bei H. zoster sind die mittleren Hartstrahlen der Rückenflosse und die der Afterflosse gelb, bei H. polylepis die gesamte Rücken- und Afterflosse, außerdem angrenzende Bereiche des Körpers. Ein Augenfleck, wie ihn viele andere Falterfische haben, fehlt. Hemitaurichthys-Arten sind langlebig. Exemplare von H. polylepis wurden im Aquarium des Musée de l’École de Nancy 15 Jahre lang gepflegt, H. zoster erreichte dort ein Alter von 17 Jahren.
Flossenformel: Dorsale XII–XVI/18–27, Anale III–V/15–21.
Hemitaurichthys ist die Schwestergruppe einer gemeinsamen Klade des Barbier-Falterfischs (Johnrandallia nigrirostris) und der Wimpelfische (Heniochus).

## Lebensweise
Hemitaurichthys sind Schwarmfische und leben an Fels- und steilen, strömungsreichen Außenriffen. Sie ernähren sich von Zooplankton.

## Arten
- Vielstachliger Falterfisch (Hemitaurichthys multispinosus) Randall, 1975
- Gelber Pyramidenfalterfisch (Hemitaurichthys polylepis) (Bleeker, 1857)
- Thompsons Pyramidenfalterfisch (Hemitaurichthys thompsoni) Fowler, 1923
- Schwarzer Pyramidenfalterfisch (Hemitaurichthys zoster) (Bennett, 1831)